# Lançon (Alti Pirenei)
Lançon è un comune francese di 34 abitanti situato nel dipartimento degli Alti Pirenei nella regione dell'Occitania.

## Società

### Evoluzione demografica
Abitanti censiti